# Fermijev paradoks
Fermijev paradoks, nepomirljivost između empirijski utemeljenih procjena o postojanju izvanzemaljskog života u svemiru i potpune odsutnosti bilo kakvog dokaza o njegovom postojanju. Skeptici vjeruju da razlog zbog kojeg nismo dosad uspjeli kontaktirati s izvanzemaljcima (SETI) leži u mogućnosti da oni ne postoje. Argument u prilog toj tvrdnji je najbolje objasnio i sažeo talijanski i američki fizičar te nobelovac Enrico Fermi (1901.-1954.). Godine 1950. postavio je pitanje: "Ako su vanzemaljci svakodnevica, zašto nismo uspostavili kontakt s njima?" To se pitanje zove Fermijevim paradoksom.
Američki astronom Frank Drake (r. 1930.) pokušao je 1960. godine izraditi matematičku jednadžbu, poznatu kao Drakeova jednadžba, kako bi ponudio rješenje Fermijevog paradoksa. Jednadžba glasi:
{\displaystyle N=R^{*}~\times ~f_{p}~\times ~n_{e}~\times ~f_{l}~\times ~f_{i}~\times ~f_{c}~\times ~L}
gdje je:
N – broj civilizacija u našoj galaksiji koje su sposobne za komunikaciju
i:
R* – broj zvijezda koje nastanu u jednoj godini u našoj galaksiji
fp – udio zvijezda koje imaju planeti
ne – omjer planeta pogodnih za razvoj života i zvijezda koje imaju planete
fl – vjerojatnost da će se život pojaviti ako za to postoje uvjeti
fi – vjerojatnost da će se iz života razviti inteligencija
fc – vjerojatnost da će inteligentni život biti voljan i sposoban komunicirati s ostatkom galaksije
L – prosječni životni vijek tehnološke civilizacije
Drake i njegovi kolege ponudili su 1961. godine sljedeće brojeve za vrijednosti njegove jednadžbe:
- R = 10 godišnje (svake godine nastane 10 zvijezda)
- fp = 0,5 (pola od ukupnog broja zvijezda ima planetarni sustav)
- ne = 2 (u svakom planetarnom sustavu postoji po 2 planeta na kojima je moguć život)
- fl = 1 (100% – na svakom takvom planetu razviti će se život)
- fi = 0,01 (1% planeta na kojima postoji život omogućiti će pojavu inteligentnog oblika života)
- fc = 0,01 (1% inteligencija je u stanju ostvariti međuzvjezdanu komunikaciju)
- L = 10.000 godina (prosječni životni vijek civilizacije sposobne za komunikaciju)

Iz ovih vrijednosti parametara slijedi kako u svakom trenutku postoji 10 civilizacija sposobnih da ostvare kontakt sa drugim civilizacijama. Problem u samoj jednadžbi proizlazi iz toga što su samo prva dva parametra (R i fp) utemeljena na empirijskim podacima, dok su sve ostale vrijednosti u potpunosti spekulativne, zbog čega Drakeova jednadžba ne može pomoći razriješiti Fermijev paradoks.
U srpnju 2000. godine u časopisu "Scientific American", astronom Ian Crawford sa Sveučilišta u Londonu objašnjava da postoji samo jedna civilizacija u Mliječnom putu već je mogla lagano naseliti čitavu galaksiju. On postavlja ovakav scenarij: društvo s raketnom tehnologijom kolonizira druga dva planeta. Nekoliko stotina godina poslije, te dvije kolonije pošalju i uspostave još dvije kolonije. Tom brzinom trebalo bi od 5 milijuna do 50 milijuna godina da se kolonizira čitava galaksija. To je dug period, no s obzirom na starost Mliječnog puta je jedan pucanj prstima. Zar takva civilizacije nebi ostavila neki trag vlastitog postojanja?
Jedno od mogućih rješenja problema zbog kojeg nismo dosad otkrili inteligentan život u svemiru je Veliki filter, teorija kako u svemiru postoji neka vrsta prirodne selekcije u svemiru. Kada neka civilizacija dostigne određenu razinu postojanja, tehnološku i društvenu, dolazi do njenog samouništenja, što bi bio razlog zašto dosad nismo otkrili postojanje izvanzemaljaca. Što se tiče planeta Zemlje, čovječanstvo je ili već prešlo Veliki filter ili se on očekuje u budućnosti pred nama.